# 黑见明香
黑見明香（日语：／ Kuromi Haruka */?，2004年1月19日—）是日本偶像藝人，為女子偶像團體乃木坂46成員，東京都出身，出生於香港，2020年以乃木坂46新四期生出道。

## 早期生活
2004年1月19日，黑見因父親工作的關係，出生於香港。因父母希望迎來光明之春，並感謝曾經幫助過他們的香港人們，而取名為明香。她小學時加入戶外活動社團，中學時是英語社社員，高中時則參加書法社。

## 經歷
2018年8月19日，黑見通過「坂道系列聯合徵選」，但包括黑見等幾人，以「坂道研修生」的身份繼續接受訓練課程。
2019年9月7日，坂道研修生官方網站開通，並其公開簡歷。10月30日，以Zepp Osaka Bayside的演出為起點，「坂道系列合同研修生巡演」於東京、名古屋與大阪的Zepp場館舉行，黑見等坂道研修生成員在此次巡演中正式迎來出道演出。巡演的曲目由乃木坂46、櫸坂46、日向坂46的歌曲構成，其中黑見在演出日向坂46的《心動了》時擔任了Center。
2020年2月16日，在SHOWROOM直播上被宣布配屬到乃木坂46。2月24日，於名古屋巨蛋舉行的「乃木坂46 8th YEAR BIRTHDAY LIVE」的最終日公演中首次披露。4月27日，乃木坂46新四期生部落格開設，以每日1名成員的方式輪流撰寫，黑見於4月27日開始，每隔5天撰寫一篇部落格，12月23日，黑見的個人部落格正式開通。
2022年3月，從早稻田大學系屬早稻田實業學校畢業，4月入學早稻田大学。
2023年3月30日，在ABEMA播出的MLB節目中擔任「ABEMA BASEBALL SPECIAL SUPPORTER」。4月29日，黑見在同節目中的冠名單元《我想知道更多關於明香介紹MLB的事情》（明香の、MLBのそこんとこもっと知りたいっす）開始播出。9月15日，在「WEBザテレビジョン」網站上開始連載以MLB為主題的專欄企劃《9-6-3的精彩守備！》。10月21日，黑見參加千葉縣警察局所辦的《電話詐騙防範宣導》。12月6日，在乃木坂46第34張單曲《Monopoly》中首次進入選拔。
2024年1月9日，與岩本蓮加、川崎櫻、林瑠奈、松尾美佑、一之瀨美空、岡本姬奈、清宫玲在乃木神社一起舉行成人式，3月12日，開設個人Instagram帳號。5月17日，黑見及乃木坂46四期生出演前乃木坂46成員北川悠理所寫的電影《要是沒有幸福那就好了。》（しあわせなんて、なければいいのに。）。6月28日，出演在香港舉辦的乃木坂46單獨演唱會中，其他出演成員中除了已畢業的山下美月外，皆為第35張單曲《機會平等》的選拔成員，唯獨黑見是唯一一位從該單曲的非選拔（Under）成員中被提拔參演的成員。
2025年3月5日，於「LUXAS 侍JAPAN系列賽2025 日本對荷蘭」中首次擔任開球嘉賓。

## 人物
暱稱是kuromi-chan（くろみちゃん）、等。自我介紹詞是「3的倍數，3、6、9，我是黑見明香，如果你記得我，我會很開心，請多指教」。

### 特殊技能
會講英语、汉语、日語三種語言，能記住所有人的臉，因為是出生於香港，從小就非常尊敬李小龙，並開始學習功夫

### 興趣
喜歡吃小籠包、燒賣、粉腸等中華料理，非常喜歡看棒球賽，雖然不是任何特定球隊的粉絲，但對棒球總體感興趣，也常跟久保史緒里一起看球賽，討論球員的特點。

### 乃木坂46
應援色是紫色、綠色，紫色代表支持該團體的歌迷，綠色代表希望成為歌迷安撫的存在，憧憬的乃木坂46成員是秋元真夏

## 音樂作品
- 標註「★」符號表示該首歌曲有拍攝MV

### 乃木坂46
單曲
|      | 發行日期       | 單曲名稱              | 參與單曲名稱        | MV | 備註         |
| ---- | -------------- | --------------------- | ------------------- | -- | ------------ |
| 26th | 2021年1月27日  | 我會喜歡上自己的      | Out of the blue     | ★  | 出道曲       |
| 27th | 2021年6月9日   | 對不起Fingers crossed | 燙口的洋甘菊茶      |    |              |
| 28th | 2021年9月22日  | 被你罵了              | 機關槍雨            | ★  |              |
| 28th | 2021年9月22日  | 被你罵了              | 熟悉的陌生人        |    |              |
| 29th | 2022年3月23日  | Actually…             | 就算我不明白...     | ★  |              |
| 30th | 2022年8月31日  | 喜歡是件搖滾的事！    | Under's Love        | ★  |              |
| 30th | 2022年8月31日  | 喜歡是件搖滾的事！    | Jumping Joker Flash | ★  |              |
| 31st | 2022年12月7日  | 不存在於此的事物      | 壞成份              | ★  |              |
| 32nd | 2023年3月29日  | 人們終將再度追夢      | 我們的道別          | ★  |              |
| 32nd | 2023年3月29日  | 人們終將再度追夢      | Never say never     |    | 乃木坂野球部 |
| 32nd | 2023年3月29日  | 人們終將再度追夢      | 漣漪不復返          | ★  |              |
| 33rd | 2023年8月23日  | 獨自一人的天堂        | 踩到了              | ★  |              |
| 34th | 2023年12月6日  | Monopoly              | Monopoly            | ★  | 選拔         |
| 35th | 2024年4月10日  | 機會平等              | 車道側              | ★  |              |
| 36th | 2024年08月21日 | 放縱日                | 遺落之物            | ★  |              |
| 37th | 2024年12月11日 | 步道橋                | 直到那時的猶豫      | ★  |              |
| 38th | 2025年3月26日  | 臍橙                  | 交感神經優勢        | ★  |              |
| 38th | 2025年3月26日  | 臍橙                  | 懷念之情的前方      | ★  |              |
| 39th | 2025年7月30日  | Same numbers          | 不道德的夏天        | ★  |              |

';其他'
| 發行日期      | 單曲名稱       | 參與單曲名稱 | MV | 備註         |
| ------------- | -------------- | ------------ | -- | ------------ |
| 2020年6月17日 | 世界中的鄰居啊 | -            | ★  | 下載限定歌曲 |

專輯
|        | 發行日期       | 專輯名稱   | 參與歌曲名稱 | 備註 |
| ------ | -------------- | ---------- | ------------ | ---- |
| 精選輯 | 2021年12月15日 | Time flies | Hard to say  |      |

## 演出

### 網絡節目
- MLB節目內環節「我想知道更多關於明香介紹MLB的事情」（2023年4月29日－，ABEMA）

### 電影
- 要是沒有幸福那就好了。；2024年5月17日，Lemino）：飾演 綠[41][42]

### 活動
- 厚生勞動省「了解肝炎計畫」[43]
  - 杉良太郎 presents「健康與防範犯罪」特別教室（2022年10月15日，大月市民会館）[44]
  - 國立感染症研究所戶山廳舍公開日「了解肝炎計畫」肝炎有獎問答活動（2024年10月5日，国立感染症研究所戶山廳舍）[45]
- 警察廳「停止詐騙47 ～家人的羈絆作戰～」專案小組（簡稱：SOS47）[46]
  - 「停止詐騙47 ～家人的羈絆作戰～」專案小組對策會議（2022年6月1日，東京都內）[47]
  - 杉良太郎 presents「健康與防範犯罪」特別教室 （2022年10月15日，大月市民会館）[48]
  - 令和4年度 警察廳「停止詐騙47 ～家人的羈絆作戰～」專案小組誓師大會（2023年3月14日，半藏門格蘭德拱門酒店）[49]
  - 用防範犯罪守護家人～家人的羈絆大作戰～（2023年6月17日，東京都世田谷區立世田谷中學）[50]
  - 千葉縣柏警察署 宣導活動（2023年10月21日，柏永旺購物中心）[51]
- 警視廳赤羽警察署「秋季全國交通安全運動 交通安全座談會」一日警察署長（2024年12月30日，JR赤羽車站前）[52]
- LUXAS 侍JAPAN系列賽2025「侍JAPAN對荷蘭」強化賽第一場 開球儀式（2025年3月5日，京瓷巨蛋大阪）[53]

## 書籍

### 網絡連載
- WEBザテレビジョン《9-6-3的精彩守備！》（2023年9月15日－，KADOKAWA）

## 外部連結
- 乃木坂46個人介紹頁（页面存档备份，存于）（日語）
- 黑見明香 官方部落格（页面存档备份，存于）（日語）
- 黑见明香的Instagram帳戶（日語）
- 黑見 明香（乃木坂46）的SHOWROOM專頁（日語）